# Johann Gmachl
Johann Gmachl (13. prosince 1856 Mattsee – 11. dubna 1919 Elixhausen) byl rakouský politik německé národnosti ze Salcburska, na počátku 20. století poslanec Říšské rady.

## Biografie
Působil jako majitel hospodářství v Elixhausenu. Profesí byl řeznickým mistrem. Od roku 1885 do roku 1919 byl majitelem hospodářství v Elixhausenu. Do roku 1919 zastával funkci člena předsednictva Salcburského rolnického spolku. V letech 1894–1909 působil jako člen ústředního výboru a v letech 1903–1909 i jako viceprezident zemské zemědělské společnosti. V období let 1889–1897 a 1900–1909 byl členem obecního výboru v Elixhausenu. Od roku 1899 do roku 1919 předsedal obecní spořitelně.
Od roku 1890 zasedal coby poslanec Salcburského zemského sněmu za kurii velkostatkářskou. Mandát obhájil ve volbách roku 1897 a 1902. Zemským poslancem byl do roku 1905. V letech 1918–1919 ještě zasedal na provizorním zemském sněmu. Od roku 1897 do roku 1905 byl navíc náhradníkem zemského výboru.
Působil i jako poslanec Říšské rady (celostátního parlamentu Předlitavska), kam usedl ve volbách roku 1901 za kurii velkostatkářskou v Salcbursku.
Na přelomu století zasedal na zemském sněmu za Deutsch-Konservative Volkspartei (DKVP), která vznikla okolo Georga Lienbachera a zastávala centristické postoje mezi liberály a konzervativci. Ve volbách do Říšské rady roku 1901 se uvádí jako kandidát sjednocených německých strann, který možná vstoupí do klubu Německé lidové strany. Ale po volbách se na Říšské radě zapojil do nového poslaneckého klubu Německé agrární strany (oficiálně Deutsche Bauernpartei). V roce 1918 zasedl na zemském sněmu za Freiheitliche Salzburger Bauernbund.
Zemřel v dubnu 1919.